# Maksîmivka, Snihurivka
Maksîmivka (în ucraineană Максимівка) este un sat în comuna Kîselivka din raionul Snihurivka, regiunea Mîkolaiiv, Ucraina.

## Demografie
Componența lingvistică a localității Maksîmivka
     Ucraineană (94,14%)
     Rusă (3,77%)
     Alte limbi (0,42%)
Conform recensământului din 2001, majoritatea populației localității Maksîmivka era vorbitoare de ucraineană (94,14%), existând în minoritate și vorbitori de rusă (3,77%) și armeană (1,67%).